# 巴伯氏毛鼻鯰
巴伯氏毛鼻鯰，為輻鰭魚綱鯰形目毛鼻鯰科的其中一種。分布於南美洲玻利維亞Beni河流域，體長可達3.7公分。

## 扩展阅读
維基物種上的相關：巴伯氏毛鼻鯰